# 光枝木龙葵
光枝木龙葵（学名：Solanum suffruticosum var. merrillianum）为茄科茄属下的一个变种。

## 扩展阅读
- 維基物種上的相關：光枝木龙葵